# Hassan Nasral·là
Hassan Nasral·là, també transcrit a l'anglesa Hassan Nasrallah (àrab: حسن نصر الله, Ḥasan Naṣr Allāh) (Beirut, Líban, 31 d'agost de 1960-27 de setembre de 2024) va ser el secretari general de l'organització políticomilitar Hezbol·là des de l'assassinat d'Abbas al-Musawi el 1992 a mans de les Forces de Defensa d'Israel (FDI). Va morir en un bombardeig de les FDI el 27 de setembre del 2024 en el Front nord de l'operació Espases de Ferro.
Diversos mitjans i autors han destacat que va ser una de les figures àrabs més destacades. El New York Times l'anomenava «l'home més poderós del Pròxim Orient» i «l'únic líder àrab que realment fa el que diu que farà». Al Jazeera el va comparar amb altres líders àrabs com Iàssir Arafat i Gamal Abdel Nasser, i revolucionaris d'esquerres com Che Guevara i Fidel Castro, i destacà la seva popularitat a Palestina. The New Republic el va descriure com un «emblema de l'islam i l'orgull àrab». La professora Amal Saad-Ghorayeb va dir que és «apassionat» però també «sap fer-se entendre i és pràctic».

## Biografia
Nascut en una família xiïta als suburbis de Beirut el 1960, Nasral·là va acabar la seva educació a Tir, es va unir al moviment Amal, i després estudià a un seminari xiïta a Baalbek, a la vall de Beqaa. El 1976 viatjà a Najaf, a l'Iraq, per seguir els seus estudis. El 1979 tornà al Líban on estudià amb Abbas al-Musawi. Nasral·là es va unir a Hezbol·là, fundat per Musawi, Subhi al-Tufayli i altres líders xiïtes després de la invasió israeliana del Líban el 1982. Després d'un breu període d'estudis religiosos a l'Iran, a Qom, el 1989, Nasral·à va tornar al Líban i es va convertir en el líder del partit Hezbol·là després que el seu predecessor Musawi fos assassinat per un atac aeri israelià el 1992.
Sota el lideratge de Nasral·là, Hezbollah augmentà la seva influència i força al Líban i combaté la ocupació israeliana del sud del Líban des de 1985 fins a la retirada l'any 2000. La branca militar d'Hezbol·là va ser reforçada en armament i efectius, adqurint un ampli arsenal de coets i missils que els permeten colpejar el nord i centre d'Israel. Durant el conflicte amb les forces d'ocupació d'Israel, el 12 de setembre de 1997, el seu fill gran Muhammad Hadi, de divuit anys, morí en una emboscada prop de Iqlim al-Touffah. la invasió acabà el 2000 amb la retirada israeliana i la derrota de l'anomenat Exèrcit del sud del Líban, una força auxiliar d'Isarel.
L'expulsió d'Israel del sud del Líban el 2000 va augmentar considerablement la popularitat de Hezbol·là i Nasral·là a la regió i va reforçar la posició de Hezbol·là dins del Líban, entrant a formar part de diversos governs del país i estenent la seva influència social i política. L'enfrontament amb Israel seguiria marcant el paper de Hezbol·là, com declararia Nasral·là: «No crec en l'estat d'Israel com a estat legal perquè es va fundar en l'ocupació.»
Nasral·là va tenir un paper important en un complex acord d'intercanvi de presoners entre Israel i Hezbol·là el 2004, que va provocar que centenars de presoners palestins i libanesos fossin alliberats i molts cossos, inclòs el del seu fill, van ser retornades al Líban. L'acord es va descriure a tot el món àrab com una magnífica victòria per a Hezbol·là i Nasral·là.
El 2006, Nasral·là arribà a un acord amb el Moviment Patriòtic Lliure libanès de Michel Aoun, un dels líders de la comunitat cristiana maronia del Líban, pel seu antagonisme al govern de Fouad Siniora.
El conflicte amb Israel continuà, després de l'expulsió del sud del Líban Israel mantingué l'ocupació de les Granges de Xebaa, fet que ocasionà diversos xocs amb les forces libaneses de Hezbol·là, i finalment tornà a esclatar donant lloc a la guerra del Líban de 2006, en què Israel intentà destruir les forces de la resistència libanesa encapçalades per Hezbol·là i capturar Hassan Nasral·là. Després de més d'un mes de bombardeigs d'infrastructures civils del Líban i d'invasió terrestre de part del sud del del país per part d'Israel, i de llançament de coets i operacions de guerra de guerrilles per part d'Hezbol·là i altres forces libaneses, Israel es retirà sense aconseguir els seus objectius declarats de desarmar i destruir el potencial militar de Hezbol·là, que els següents anys s'incrementaria encara més.
Durant la Guerra Civil siriana, Hezbol·là va lluitar al costat de l'Forces Armades Sirianes a l'estratègica ciutat siriana de Qusair contra el que Nasral·là va anomenar «extremistes islamistes», Hezbol·là féu costat al govern sirià contra les milícies d'al Nusra, Al Qaida i l'ISIS.
L'octubre de 2023, Hezbol·là emprengué sota direcció de Nasral·là un seguit d'operacions militars contra les FDI en les zones frontereres amb el Líban, en suport als atacs del 7 d'octubre a Israel de Hamàs, que van provocar la Guerra entre Israel i Gaza de 2023. Nombrosos destacaments militars israelians foren atacats i milers de colons israelians fugiren dels assentaments del nord de la Palestina ocupada, Israel bombardejà també diverses localitats del sud del Líban, 
El febrer de 2024 va ordenar als membres del grup utilitzar com a mitjà de comunicació cercapersones de baixa tecnologia en lloc de telèfons mòbils per evitar el rastreig d'ubicació al·legant que Israel s'havia infiltrat a la seva xarxa de telefonia mòbil, un moviment detectat per Israel, que va aconseguir introduir explosius en els aparells, que van explotar simultàniament el 17 i 18 de setembre de 2024, causant la mort de desenes de persones, i milers de ferits.
Després de dies de bombardejos en els què van morir els principals comandants de Hezbol·là com Ibrahim Aqil o Ibrahim Qubaisi, avions de combat de la Força Aèria van bombardejar la caserna general de Hezbol·là a Beirut i van matar, el 27 de setembre, Hassan Nasral·là juntament amb Ali Karaki, comandant de les forces al front sud, i al comandant de la unitat de míssils al sud del Líban, Mohammad Ali Ismail, responsable del llançament d'un míssil balístic cap al centre d'Israel el 25 de setembre, i al seu adjunt Hussein Ahmed Ismail juntament amb altres comandants i militants de Hezbol·là. També va ser abatut Ibrahim Muhammad Qabisi, cap de la Força de Míssils i Coets de Hezbol·là.

## Vida familiar
Nasral·là vivia al sud de Beirut amb la seva dona, Fatimah Yasin, i quatre dels seus fills. Nasral·là era també anomenat amb el tractament sàyyid, una tractament de respecte per referir-se a persones importants en la cultura àrab i islàmica.